# Paavo Lipponen
Paavo Lipponen, född 23 april 1941 i Turtola i Turtola kommun, nuvarande Pello kommun, i Lapplands län (Tornedalen), är en finländsk socialdemokratisk politiker som var landets statsminister 1995–2003 och som ställde upp i presidentvalet 2012.

## Politisk karriär
Lipponen var statsminister från 1995 till 2003 och är den som suttit näst längst på posten i Finland efter Kalevi Sorsa. Lipponen var kandidat till posten som ordförande för EU-kommissionen år 2004, men förlorade mot portugisen José Manuel Barroso. I mars 2005 avgick Lipponen från posten som ordförande för Finlands Socialdemokratiska Parti (SDP), en post han innehaft i 12 år. Lipponen ställde inte upp för omval till riksdagen 2007.
Den 11 augusti 2011 meddelade han att han ställer upp i presidentvalet i Finland 2012. I socialdemokraternas primärval inför presidentvalet besegrade Lipponen i september 2011 Tuula Haatainen och Ilkka Kantola. Lipponen fick 67 procent av rösterna mot 22 procent för Haatainen och 11 procent för Kantola.. I själva presidentvalet fick Lipponen i den första omröstningen 6,7 % av rösterna och gick inte vidare till den andra omröstningen. I andra omröstningen vann Sauli Niinistö med 62,59 % av rösterna. 

## Memoarer
I första delen av sina memoarer Muistelmat 1 berättar Lipponen om den mobbning som han och hans bror utsattes för av religionsläraren Viljo Tikanoja på Kuopio lyceum på 1950-talet. 

## Familj
Lipponen är gift med historieläraren, filosofie doktor och riksdagsledamoten Päivi Lipponen. Till familjen hör tre döttrar. Lipponen har också en dotter från sitt första äktenskap.

## Utbildning
- Student, Kuopio Lyceum 1959
- Politices magister (internationell politik), Helsingfors universitet 1971

## Karriär
- Frilansjournalist 1965–1967
- Olika arbetsuppgifter på SDP:s partikansli, bl.a. internationell sekreterare 1967–1979
- Statsminister Mauno Koivistos politiske sekreterare 1979–1982
- Arbetsminister Veikko Helles politiske sekreterare 1983
- Riksdagsledamot 1983–1987, 1991–2007
- Verkställande direktör, Viestintä Teema Oy 1987–1995
- Chef för Utrikespolitiska institutet i Finland 1989–91
- Partiledare SDP 1993–2005
- Statsminister 1995–2003
- Riksdagens talman 2003–2007